# Polla de Potrillos (Perú)
La Polla de Potrillos, también conocida como clásico “Roberto Álvarez Calderón” es, junto con la Polla de Potrancas (para hembras), la primera corona de las cuatro que hay en la hípica peruana. La cuádruple corona es el premio mayor de la hípica peruana y ella está conformada por cuatro carreras. Si bien las dos primeras coronas son separadas por género, las últimas dos coronas son aptas para todo caballo sin importar el género. Estas son el Derby Nacional y el Gran Premio Nacional Augusto B. Leguía. Esta es una carrera de 1600 metros que se corre sobre la pista de arena. Los premios de la carrera han ido aumentando progresivamente y el último ganador (Murjan) se llevó un premio de 57 000 soles.

## Historia
Esta carrera se corrió por primera vez en el año 1910 en el entonces Hipódromo de Santa Beatriz; hoy en día, la carrera se realiza en el Hipódromo de Monterrico en el año 1960. La primera carrera la ganó el potrillo Pisco. A pesar de haber tenido mucha acogida en sus inicios, la carrera no se volvió a disputar hasta cinco años después en 1915. Desde sus comienzos, la carrera ha sido disputada sobre la pista arena y tuvo una distancia de 1600 metros.

## Ganadores de la Polla de Potrillos - Roberto Álvarez Calderón (Robalca)
| Año     | Ganador          | Jinete                   | Preparador             | Stud             |
| 1960    | Lumen            | José Atala               | Antonio Vásquez        |                  |
| 1961    | Perinox          | Antonio Vásquez          | Ambrosio Malnatti      |                  |
| 1962    | Dare             | Mario Mendoza            | Esteban Gastaldo       | Sin Ruido        |
| 1963    | Licor            | José Atala               | Jorge Toutín           | Latino           |
| 1964    | Big Boy          | Jaime Garrido            | Eduardo Hernández      | Chillón          |
| 1965    | Djalma           | Jorge Guajardo           | Víctor Fuentes         |                  |
| 1966    | Daubigny         | Antonio Aburto           | Augusto Soto           |                  |
| 1967    | Tempting         | Antonio Aburto           | Augusto Soto           | Olga María       |
| 1968    | Trastevere       | Sergio Vera              |                        |                  |
| 1969    | Latour           | Antonio Aburto           | Hernán Calderón        | Roma             |
| 1970    | Machote          | Jaime Garrido            | Alberto Químper        | Albur            |
| 1971    | Betín            | Arturo Morales           | Eduardo Pianezzi       |                  |
| 1972    | Tenaz            | Ricardo Quispe           | Luis Palma             | La Planicie      |
| 1973    | Santorín         | Juan Picón               | Juan Suárez Suárez     | Barlovento       |
| 1974    | Pásalo           |                          |                        |                  |
| 1975    | Palao            | Guillermo Herrera        | Luis Palma             |                  |
| 1976    | Le Vodkatine     | Guillermo Herrera        |                        | Barlovento       |
| 1977    | Sir Arthur       | Guillermo Herrera        | Alberto del Solar      | Jet Set          |
| 1978    | Prisionero       | Guillermo Herrera        | Erasmo Quiñonez        | San Felipe       |
| 1979    | Vaduz            | Gonzalo Rojas            |                        | Couet            |
| 1980    | Sabino           | Luis Ranilla             | Sabino Arias           | Montevideo       |
| 1981    | Nordic Navigator | Julio Pezúa              | Luis Palma             |                  |
| 1982    | Tattoo           | Julio Pezúa              |                        | Los Pacaes       |
| 1983    | Bólido           | Arturo Morales           |                        | Martin de Porras |
| 1984    | Satélite         | Rolando Vicente          | Carlos Cobilich        |                  |
| 1985    | Syros            | Luis Ranilla             | Erasmo Quiñonez        | Olimpia          |
| 1986    | Gran Ilucán      | Guillermo Herrera        | Raúl Arriagada         | Cutervo          |
| 1987    | Prince Vaduz     | Melanio Rojas            | Juan Suárez Villarroel |                  |
| 1988    | Destinado        | Guillermo Herrera        | Juan Suárez Villarroel |                  |
| 1989    | Thundercats      | Horacio Barbarán         | Carlos Gastañeta       | Herbert          |
| 1990    | Valedero         | Melanio Rojas            | Juan Suárez Villarroel |                  |
| 1991    | Papi Eñe         | Edwin Talaverano         | Juan Suárez Villarroel | Bouclé           |
| 1992    | Stash            | Adolfo Morales           | Eduardo Pianezzi       | Azul Marino      |
| 1993    | Bugsy            | Edwin Talaverano         | Jorge Salas            | Myrna            |
| 1994    | Avignon          | Manuel Aguilar           | Alfonso Arias          | Polo Norte       |
| 1995    | Iron and Gold    | Christian Arredondo      | Miguel Arteta          | Polo Norte       |
| 1996    | Chinazo          | Christian Arredondo      | Leoncio Chuan          | La Paloma        |
| 1997    | Dalí             | Alfredo Clemente         | Juan Suárez Villarroel | Black Label      |
| 1998    | Grozny           | David Cora               | Fernando Chang         | Temsa            |
| 1999    | St. Cloud        | Horacio Barbarán         | Juan Suárez Villarroel | Rancho Fátima    |
| 2000    | Perseo           | Adolfo Morales           | Sabino Arias           | Orrantia         |
| 2001-I  | Maeto            | Victor Arredondo         |                        |                  |
| 2001-II | Péndulo          | Christian Aragón         |                        | Harem            |
| 2002    | Pegaso           | Benjamín C. Padilla      | Juan Suárez Villarroel |                  |
| 2003    | El Escorial      | Edwin Talaverano         | Juan Suárez Villarroel | Grical           |
| 2004    | El Maharajá      |                          | Félix Banda            | Unicornio        |
| 2005    | Koko Loco        | Benjamín C. Padilla      | Juan Suárez Villarroel | Black Label      |
| 2006    | Muller           | Victor Fernández         | Augusto Olivares       | El Catorce       |
| 2007    | Código de Honor  | Pablo Falero (argentino) | Juan Suárez Villarroel | Harem            |
| 2008    | Galactos         | Carlos Trujillo          | Juan Suárez Villarroel | Soribel          |
| 2009    | Cristiano        | Ivan Quispe              | Juan Suárez Villarroel | Manning          |
| 2010    | Murjan           | Carlos Javier Herrera    | Juan Suárez Villarroel | Ehden            |
| 2011    | Mr. Dany         | Carlos Trujillo          | Arturo Morales         | Doña Licha       |
| 2012    | White Spirit     | Carlos Trujillo          | Jorge Salas            | Unicornio        |
| 2013    | Mr. Rodrigo      | Pablo Falero             | Hugo Díaz              | Doña Licha       |
| 2014    | Alex Rossi       | Juan Enríquez            | Filomeno Aburto        | Doña Licha       |
| 2015    | El Armenio       | Carlos Trujillo          | Félix Banda            | El Castillo      |
| 2016    | Barbón           | Carlos Trujillo          | Jorge Salas            | Myrna            |
| 2017    | Happy Valley     | Jorge Reyes              | Juan Suárez Villarroel | Porongoche       |
| 2018    | Ancelotti        | Edwin Talaverano         | Alfonso Arias          | Voghera          |
| 2019    | Airbus           | José Reyes               | Agustín Vásquez        | Elimar           |
| 2020    | Nuremberg        | Carlos Trujillo          | Jorge Salas            | Unicornio        |
| 2021    | Super Nao        | José Reyes               | Alfonso Arias          | Ju Ya            |